# قطعنامه ۷۸۱ شورای امنیت
قطعنامه ۷۸۱ شورای امنیت سازمان ملل متحد که در تاریخ ۰۹ اکتبر ۱۹۹۲ تصویب شد، سندی بین‌المللی دربارهٔ بوسنی و هرزگوین است در مورد ممنوعیت پرواز نظامی در بوسنی و هرزگوین و به رسمیت شناختن وضعیت کنونی در منطقه. این قطعنامه طی نشست ۳۱۲۲ام با ۱۴ رای موافق، ۰ مخالف و ۱ ممتنع تصویب شد.